# ویکو (خواننده)
ویکو (به انگلیسی: Vicco) با نام کامل ویکتوریا ریبا مونس (به انگلیسی: Victòria Riba Muns)(زاده ۱۰ مارس ۱۹۹۵) خواننده، ترانه‌سرا و تهیه‌کننده موسیقی اسپانیایی است.